# (12606) Apulée
(12606) Apulée, internationalement (12606) Apuleius, est un astéroïde de la ceinture principale.

## Description
(12606) Apulée est un astéroïde de la ceinture principale. Il fut découvert le 24 septembre 1960 à l'observatoire Palomar par Cornelis Johannes van Houten, Ingrid van Houten-Groeneveld et Tom Gehrels. Il présente une orbite caractérisée par un demi-grand axe de 2,46 UA, une excentricité de 0,26 et une inclinaison de 5,8° par rapport à l'écliptique.
Il fut nommé d'après Apulée, écrivain, orateur et philosophe médio-platonicien.

## Compléments